# Rúnar Kristinsson
Rúnar Kristinsson (Reykjavik, 5 september 1969) is een IJslandse voetbalcoach en oud-voetballer. Hij speelde als centrale middenvelder en/of spelverdeler en is recordinternational voor zijn land. Hij speelde 104 interlands, waarin hij drie keer scoorde.

## Clubcarrière
Sinds 4 november 2000 speelde Rúnar bij het Belgische KSC Lokeren Oost-Vlaanderen. In 2008 zette hij een punt achter zijn voetbalcarrière. Hij kon op jonge leeftijd naar Liverpool FC vertrekken maar besloot dat niet te doen, omdat hij vond dat hij nog niet goed genoeg was.

## Interlandcarrière
Rúnar kwam in totaal 104 keer (drie doelpunten) uit voor de nationale ploeg van IJsland in de periode 1987–2004. Hij maakte zijn debuut op 28 oktober 1987 in de EK-kwalificatiewedstrijd tegen de Sovjet Unie (2-0). Hij viel in dat duel na 70 minuten in voor Lárus Gudmundsson.
| Interlanddoelpunten | Interlanddoelpunten | Interlanddoelpunten | Interlanddoelpunten | Interlanddoelpunten | Interlanddoelpunten | Interlanddoelpunten | Interlanddoelpunten |
| #                   | Datum               | Locatie             | Wedstrijd           | Goal(s)             | Score               | Uitslag             | Wedstrijd           |
| ------------------- | ------------------- | ------------------- | ------------------- | ------------------- | ------------------- | ------------------- | ------------------- |
| 1                   | 7 mei 1991          | Ta' Qali            | Malta – IJsland     | 13'                 | 0 – 1               | 1 – 4               | Oefeninterland      |
| 2                   | 7 mei 1991          | Ta' Qali            | Malta – IJsland     | 56'                 | 0 – 3               | 1 – 4               | Oefeninterland      |
| 3                   | 5 juni 1999         | Reykjavík           | IJsland – Armenië   | 46'                 | 2 – 0               | 2 – 0               | EK-kwalificatie     |